# Bissanahalli, Srinivaspur
Bissanahalli là một làng thuộc tehsil Srinivaspur, huyện Kolar, bang Karnataka, Ấn Độ.